# Плюмэн, Элейн
Элейн Плюмэн (англ. и фр. Eliane Plewman), урождённая Элейн Браун-Бартроли (англ. и фр. Eliane Browne-Bartroli; 6 декабря 1917, Марсель — 13 сентября 1944, Дахау) — французская разведчица, деятельница Движения Сопротивления во Франции.

## Биография
Отец — англичанин, мать — испанка. Училась в Испании и Англии, после окончания колледжа переехала в Лестер для работы в торговой компании. После начала Второй мировой войны перешла на работу в британские посольства в Мадриде и Лиссабоне, в 1942 году вошла в испанское отделение Министерства информации Великобритании. В то же время вышла замуж за офицера британской армии Тома Плюмэна.
Завербована Управлением специальных операции, получила псевдоним «Габи». В ночь с 13 на 14 августа 1943 сброшена с парашютом на территорию Франции, вступила в разведывательную сеть MONK Чарльза Скеппера, работала в пригородах Марселя, Рокбруна и Сен-Рафаэля. В марте 1944 года арестована и брошена гестаповцами в тюрьму, 13 мая 1944 вместе с ещё тремя агентами (Иоланде Беекман, Мадлен Дамерман и Нур Инаят Хан) переведена в тюрьму Карлсруэ.
10 сентября 1944 Элейн и её три спутницы отведены в Дахау, где расстреляны спустя три дня: все девушки были казнены одиночными выстрелами в затылок.
Элейн Плюмэн упомянута на мемориале Бруквуд в Суррее и на памятнике агентам УСО во Франции, в Валенсае. Мемориальная доска с именем Элейн установлена на доме 8 на улице Мерентье в Марселе.